# Convention of the Estates of Scotland
Die Convention of Estates of Scotland (Versammlung der Stände von Schottland) war eine Schwesterinstitution des schottischen Parlaments, das ab dem Anfang des 16. Jahrhunderts tagte. Anfänglich saßen ausschließlich Adelige und Kleriker in dieser Versammlung, allerdings kamen später ebenfalls die Kommissare der Burghs hinzu. Die Versammlung der Stände differenzierte sich vom Parlament, indem sie ausschließlich vom König zusammengerufen werden konnten, um neue Regelungen zur Besteuerung beschließen zu können. Diese Versammlung konnte keine anderen Gesetze beschließen.
Wie sein Vorgänger, der General Council, spielte es eine wichtige Rolle in den politischen oder legislativen Angelegenheiten Schottlands im 16. Jahrhundert.
Während der Glorious Revolution in Scotland bat der Schottische Privy Council den König von England, William of Orange, die Convention of Estates of 1689 einzuberufen, damit diese den nächsten König von Schottland bestimmt. Dieser bot die Krone William und Mary an. Sie nahmen die Articles of Grievances und den Claim of Right Act 1689 an. Damit wurde es zu einem vollen Parlament.